# ارنستو امبروسینی
ارنستو امبروسینی (انگلیسی: Ernesto Ambrosini; ۲۹ سپتامبر ۱۸۹۴ – ۴ نوامبر ۱۹۵۱) ورزشکار دو و میدانی، دونده دو استقامت، و دونده دو نیمه‌استقامت اهل ایتالیا بود.